# Route européenne 96
Pour les articles homonymes, voir E96 et Route 96.
La route européenne 96 (E96) est une route reliant Izmir à Sivrihisar en Turquie.